# الطبيعة ضد التنشئة
يتضمن مفهوم الطبيعة ضد التنشئة النقاش حول ما إذا كان السلوك البشري يتحدد بواسطة البيئة، سواء خلال النمو السابق للولادة أو أثناء حياة الشخص، أو عن طريق علم الوراثة السلوكي. استُخدم التعبير البديل «الطبيعة والتنشئة» (Nature versus nurture) باللغة الإنجليزية منذ العصر الإليزابيثيّ على الأقل؛ ويعود أصله في اللغة الفرنسية إلى العصور الوسطى.
الطبيعة، هي ما نعتقد أنه توصيل مسبق متأثر بالإرث الجيني والعوامل البيولوجية الأخرى. في حين تعتبر التنشئة بشكل عام، أنها تأثير للعوامل الخارجية بعد الإدراك؛ وعلى سبيل المثال، يمكن أن تكون نتاج تأثير الانفتاح والخبرة والتعلم على الفرد.
أشاع الموسوعيّ الفيكتوريّ الإنكليزي فرانسيس غالتون -المؤسس الحديث لعلم تحسين النسل وعلم الوراثة السلوكي- هذه العبارة بمعناها الحديث، حيث ناقش تأثير الوروثية والبيئة على التقدم الاجتماعي. تأثر غالتون بكتاب «أصل الأنواع» الذي كتبه ابن عمه تشارلز داروين.
أطلق جون لوك في عام 1690 على وجهة النظر التي مفادها أن البشر يكتسبون كل أو معظم صفاتهم السلوكية تقريباً من خلال «التنشئة» اسم الصفحة البيضاء («اللوح الفارغ»). افترضت وجهة النظر السابقة «اللوح الفارغ» في علم النفس التنموي البشري، أن الصفات السلوكية للإنسان تتطور بشكل حصري تقريباً من خلال التأثيرات البيئية، واعتُمدت على نطاق واسع خلال جزء كبير من القرن العشرين. كثيرا ما صُبَّ الجدل الدائر بين إنكار «الصفحة البيضاء» لتأثير الوراثة، والرأي الذي يعترف بالسمات البيئية والوراثية، في قالب «الطبيعة ضد التنشئة». كان هذان النهجان المتعارضان للنماء البشري في جوهر النزاع الأيديولوجي على جداول أعمال الأبحاث طوال النصف الثاني من القرن العشرين. 
بما أنه اكتُشف أن كل من عامل «الطبيعة» وعامل «التنشئة» يساهمان بشكل كبير –وفي كثير من الأحيان بحيث لا يمكن فصلهما عن بعضهما البعض– كانت هذه الآراء تعتبر ساذجة أو تجاوزها معظم علماء النماء البشري بحلول عام 2000.

## تقديرات الوروثية
من المهم الإشارة إلى أن مصطلح الوروثية يشير فقط إلى درجة التباين الوراثي بين الأشخاص في إحدى السمات. في حين أنه لا يشير إلى عزو سمة ما عند الفرد إلى العوامل البيئية أو الوراثية. صفات الفرد هي دائماً نتاج تشابك معقد بين العاملين. بالنسبة للفرد، حتى الصفات التي تتأثر بشدة وراثياً، أو السمات الوراثية «الإلزامية»، مثل لون العين، تفترض مدخلات البيئة النموذجية أثناء التطور الوراثي (على سبيل المثال، نطاقات معينة من درجات الحرارة ومستويات الأكسجين وما إلى ذلك).
في المقابل، يحدد «مؤشر الوروثية» إحصائياً مدى اختلاف التباين بين الأفراد في إحدى السمات بسبب التباين في الجينات التي يحملها هؤلاء الأفراد. في الحيوانات حيث يمكن السيطرة على التربية والبيئات تجريبياً، يمكن تحديد الوروثية بسهولة نوعاً ما. مثل هذه التجارب ستكون غير أخلاقية للأبحاث البشرية، ولكن يمكن التغلب على هذه المشكلة من خلال إيجاد مجموعات بشرية موجودة تعكس البيئة التجريبية التي يرغب الباحث في إنشائها.
تمثل الدراسة التوأمية إحدى طرق تحديد مساهمة الجينات والبيئة في إحدى السمات. في إحدى أنواع الدراسات، يُقارن توأمان متطابقان رُبّي كل منهما على حدىً، مع أزواج من الأشخاص المختارين بشكل عشوائي. تشترك التوائم في جينات متماثلة، لكن يختلفان عن بعضهما بالبيئات العائلية. لا تُعرض التوائم التي تُربّى بشكل منفصل عشوائياً على آباء الرعاية أو التبني.
في نوع آخر من الدراسة المزدوجة، تُقارن التوائم المتماثلة التي تتم تربيتها معاً (الذين يتشاركون البيئة الأسرية والجينات) مع التوائم الكاذبة التي يتم تربيتها معاً (الذين يتشاركون أيضاً البيئة الأسرية، ونصف جيناتهم فقط). الشرط الآخر الذي يسمح بتفكك الجينات والبيئة هو التبني.
في إحدى أنواع دراسات التبني، تتم مقارنة الأشقاء البيولوجيين الذين يُربّون معاً (الذين يشتركون في نفس البيئة الأسرية وفي نصف جيناتهم) مع الأشقاء بالتبني (الذين يتشاركون البيئة العائلية، ولكن لا يتشاركون أي من جيناتهم).

## التفاعل بين الجينات والبيئة
تشير الوروثية إلى أصول الاختلافات بين الناس. يعتمد التطور الفردي -حتى في الصفات الوراثية للغاية مثل لون العين- على مجموعة من العوامل البيئية، من الجينات الأخرى في الكائن الحي، إلى المتغيرات الفيزيائية مثل درجة الحرارة ومستويات الأكسجين وما إلى ذلك أثناء تطورها أو تنشئتها.
يمكن القول بشكل ذو مغزىً، إن تباين السمات يرجع بنسب معينة إلى الاختلافات الوراثية («الطبيعة»)، أو البيئات («التنشئة»). بالنسبة للاضطرابات الوراثية المندلية شديدة التغلغل مثل داء هنتنغتون، فإن كل حالات الإصابة بالمرض ترجع إلى الاختلافات الوراثية. تعيش النماذج الحيوانية المصابة بداء هنتنغتون حياة أطول أو أقصر بناءً على كيفية رعايتهم.
من الناحية أخرى، يتم تحديد السمات مثل اللغة الأم بيئياً: فقد وجد الباحثون اللغويون أن أي طفل (إذا كان قادراً على تعلم لغة) يمكنه تعلم أي لغة بشرية بنفس التسهيلات. ومع كل السمات البيولوجية والنفسية تقريباً، وتعمل الجينات والبيئة في تناسق بشكل متواصل جيئةً وذهاباً من أجل تكوين الفرد.
على المستوى الجزيئي، تتفاعل الجينات مع إشارات من الجينات الأخرى ومن البيئة. وفي حين أن هناك عدة آلاف من سمات الجينات الفردية الموضعية، فإن ما يسمى بالصفات المعقدة يرجع إلى التأثيرات المضافة للعديد (في كثير من الأحيان المئات) من تأثيرات الجينات الصغيرة.
يمكن أن تهيمن الأوضاع الوراثية أو البيئية القاسية في ظروف نادرة - إذا ولد الطفل أبكماً بسبب طفرة جينية، فلن يتعلم التحدث بأي لغة بغض النظر عن البيئة؛ وبالمثل، قد يموت الشخص المؤكد عملياً -وفقاً لنمطه الوراثي- إصابته في نهاية المطاف بداء هنتنغتون، في حادث لا علاقة له بالداء (حدث بيئي) قبل وقت طويل من ظهور المرض نفسه.

وصف ستيفن بينكر عدة أمثلة بنفس الطريقة:
الصفات السلوكية الملموسة التي تعتمد بشكل ثابت على المحتوى المقدم من المنزل أو الثقافة -كاللغة التي يتحدثها المرء أو الدين الذي يعتنقه أي شخص أو الحزب السياسي الذي يدعمه الشخص- لا يمكن توريثها على الإطلاق. لكن الصفات التي تعكس المواهب والخصائص البارزة -كمدى إتقان الشخص للغةٍ ما أو مدى تدينه أو ليبراليته أو محافظته- قابلة للتوريث جزئياً.
يمكن قياس وروثية إحدى السمات داخل مجتمع ما، عندما تُحدّد الصفات من خلال تفاعل معقد بين النمط الوراثي والبيئة. ومع ذلك، فإن العديد من غير العلماء ممن يواجهون تقريراً عن صفة لها نسبة مئوية معينة من الوروثية يتخيلون مساهمات غير تفاعلية مضافة من الجينات والبيئة لهذه الصفة.
ينبغي على المرء أن يأخذ في عين الاعتبار حقيقة أن متغيرات الوراثة والبيئة ليست دقيقة، وتختلف داخل مجموعة مختارة من السكان وبين الثقافات؛ وسيكون قول إن درجة الوروثية والبيئة تقاس بالإشارة إلى نمط ظاهري معين في مجموعة مختارة من السكان خلال فترة زمنية معينة أكثر دقة.
يعيق عدد المعاملات التي أُخذت بالحسبان دقة العمليات الحسابية بشكل أكبر، حيث أصبح العمر أحد هذه المتغيرات. يختلف ظهور تأثير الوروثية والبيئة اختلافاً كبيراً بين الفئات العمرية: فكلما زاد العمر المدروس، كلما كان عامل الوروثية ملحوظاً أكثر، وكلما كان الخاضعون للدراسة أصغر سناً، زاد احتمال ظهور علامات التأثير القوي للعوامل البيئية.